# Nikolaus Schönig
Nikolaus Schönig SVD (* 21. März 1867; † 11. Oktober 1925) war ein deutscher römisch-katholischer Ordensgeistlicher und Apostolischer Präfekt von Togo.

## Leben
Nikolaus Schönig trat der Ordensgemeinschaft der Steyler Missionare bei und legte 1892 die erste Profess ab. 1893 empfing Schönig das Sakrament der Priesterweihe. 1903 legte er die ewige Profess ab. Papst Pius X. bestellte ihn 1907 zum Pro-Präfekten und am 20. März 1910 schließlich zum Apostolischen Präfekten von Togo. Am 16. März 1914 trat Schönig von diesem Amt zurück.